# Civezza
Civezza je italská obec v provincii Imperia v oblasti Ligurie.
K 31. prosinci 2010 zde žilo 655 obyvatel.

## Sousední obce
Cipressa, Dolcedo, Imperia, Pietrabruna, San Lorenzo al Mare